# Novoszelickojei járás

A Novoszelickojei járás a Sztavropoli határterületen

A Novoszelickojei járás (oroszul Новоселицкий муниципальный район) Oroszország egyik járása a Sztavropoli határterületen. Székhelye Novoszelickoje.

## Népesség
- 1989-ben 23 021 lakosa volt.
- 2002-ben 26 613 lakosa volt.
- 2010-ben 26 697 lakosa volt, melyből 19 985 orosz, 1 705 dargin, 731 örmény, 599 oszét, 575 rutul, 497 azeri, 432 cigány, 370 avar, 235 csecsen, 200 caur, 194 lezg, 184 ukrán, 182 tabaszaran, 160 kumik, 54 koreai, 52 tatár, 47 német, 44 grúz, 43 görög, 37 karacsáj, 34 fehérorosz, 32 lak stb.